# Guillermo Ochoa
Francisco Guillermo Ochoa Magaña (Guadalajara, Jalisco, 13 de julio de 1985) es un futbolista mexicano que juega como guardameta y actualmente se encuentra sin equipo, su último equipo fue el AVS Futebol de la Primeira Liga de Portugal. Es internacional absoluto con la selección de fútbol de México de la cual es su capitán.
Se inició futbolísticamente en el Club América en 2004. Posteriormente, se trasladó a Francia, al AC Ajaccio, convirtiéndose en el primer portero mexicano en jugar en Europa. Logró aparecer en la lista del Balón de Oro 2007 en el lugar 30 con 1 voto a favor, siendo así ser el primer mexicano en estar presente en dicha lista.
Ha asistido a cinco mundiales con la selección mexicana. En los dos primeros, no logró participar, siendo tercer portero en Alemania 2006 y segundo portero en Sudáfrica 2010. Para Brasil 2014, Rusia 2018 y Catar 2022, fue elegido como portero titular, destacándose como el segundo mejor guardameta del torneo en el de Rusia.
Destaca como el único futbolista mexicano que ha integrado el plantel de seis títulos de la Copa Oro (2009, 2011, 2015, 2019, 2023 y 2025), situándolo como el máximo ganador de títulos absolutos de la selección mexicana (siete, sumando la Liga de Naciones 2024-25); con ello es, junto al uruguayo Ángel Romano, el jugador con más campeonatos internacionales de un mismo torneo de selección nacional. Obtuvo la medalla de bronce en el Torneo de fútbol de los Juegos Olímpicos de Tokio 2020.

## Trayectoria

### Inicios y Club América

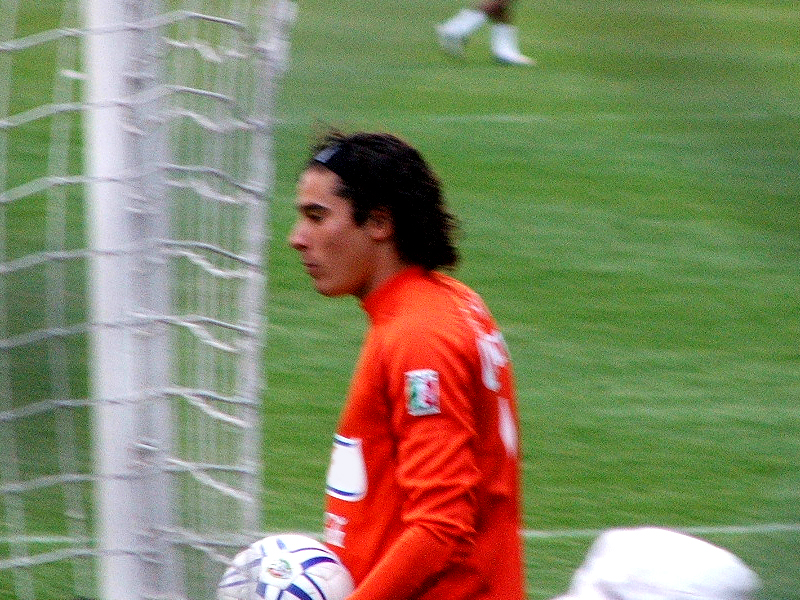
Ochoa con el América, en el 2005.

A principios de 2004, el técnico neerlandés Leo Beenhakker, entonces entrenador del América, observó un partido entre las fuerzas básicas y se percató de las habilidades de Ochoa, ingresándole al primer equipo. Debutó en primera división el 15 de febrero de 2004 en un partido ante Monterrey, el portero titular, Adolfo Ríos convaleciente de una operación, fue sustituido por Ochoa. Debido a esta situación, Ochoa fue titular tanto en los partidos de liga, como en los de la Copa Libertadores de América. Su desempeño en la portería le consiguió que el entonces director técnico de la selección mexicana sub-20, Humberto Grondona, lo llamara y nombrara capitán del equipo nacional. Finalmente, cuando Adolfo Ríos se retira consigue la titularidad del equipo.
En la siguiente temporada, la selección mexicana no calificó a la Campeonato Mundial Juvenil Holanda 2005, y el nuevo técnico del Club América, Oscar Ruggeri, que había contratado a los guardametas Sebastián Saja y Ricardo Martínez, relegó a Ochoa. Pero con la destitución de Ruggeri y la llegada de Mario Carrillo a la dirección técnica, Ochoa regresó a la titularidad.
El América obtuvo el título del torneo Clausura 2005, y el liderato general del Apertura 2005 con una racha de 28 partidos sin derrota entre los dos torneos de liga, destacándose la participación de Ochoa en aquellas temporadas. El 14 de diciembre de 2005, Ochoa integró al equipo principal de la selección nacional en un partido frente a Hungría. Y luego de la lesión del guardameta titular Oswaldo Sánchez, se quedó con la titularidad.
En 2008 fue llamado para jugar con la selección del resto del mundo en un partido amistoso contra Irak celebrado en Milán, Italia, junto a figuras del fútbol mundial como Roberto Carlos Abbondanzieri, Carles Puyol, David Beckham, Alessandro Nesta, Ronaldinho, Cristiano Ronaldo, Raúl González y Javier Zanetti, entre otros.
Es el único jugador mexicano que ha aparecido en la lista del Balón de Oro 2007, entregado por la revista francesa France Football, al mejor jugador del año y quedó en la posición 30. En su primera etapa con el América, jugó un total de 239 partidos en la liga.

### AC Ajaccio

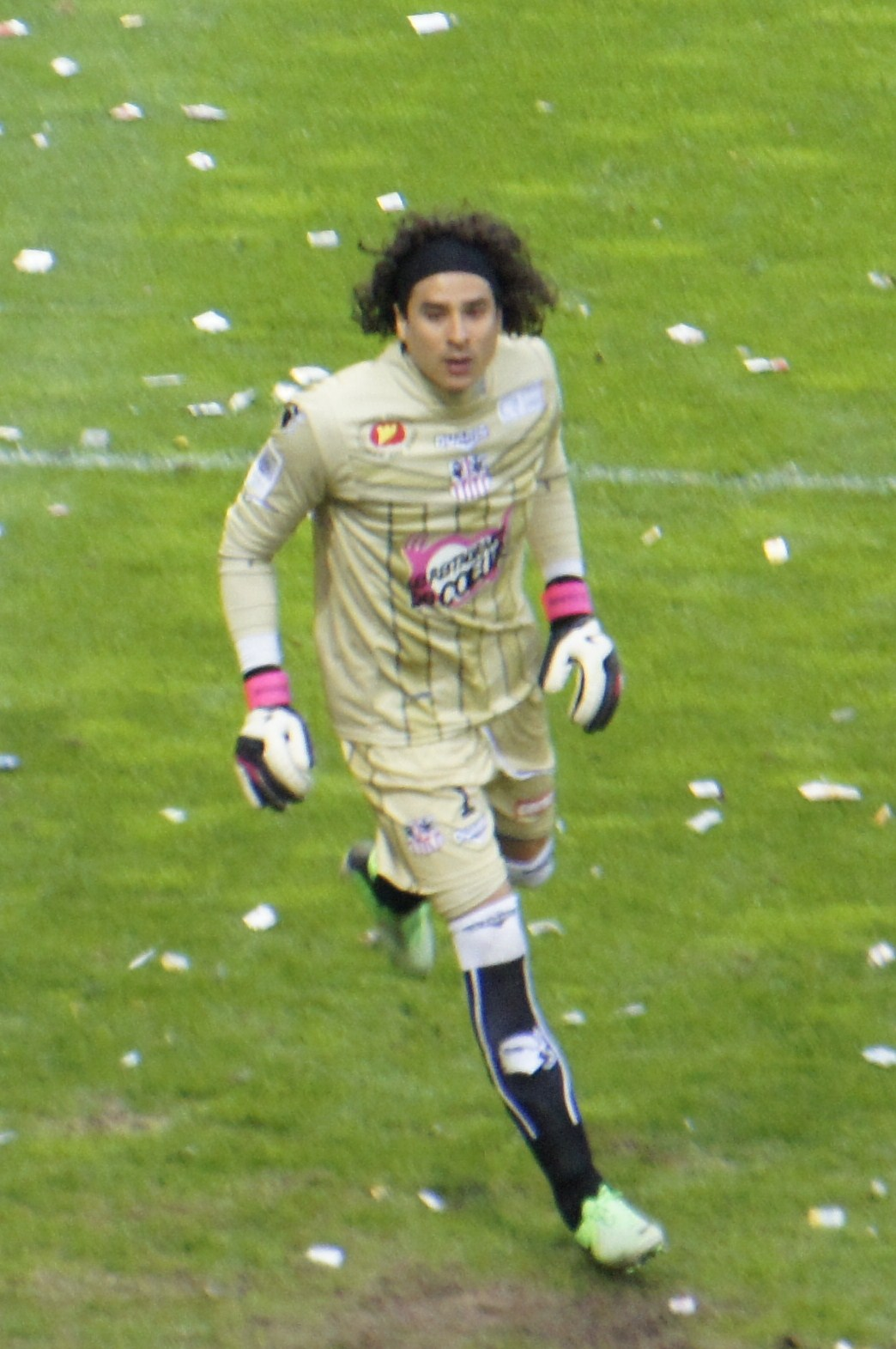
Guillermo Ochoa en un partido con el AC Ajaccio.

El 8 de julio de 2011, se confirmó el fichaje de Ochoa, firmando un contrato por tres años con el AC Ajaccio de Francia, siendo así la contratación fuerte del club para dicha temporada. 

Sus primeros 2 partidos fueron amistosos, el primero fue ante el FC Bordeaux en el que perdió el equipo de Ochoa por 2-1. El segundo fue ante la Real Sociedad, que también perdieron pero esta vez por un 4-0. Hizo su debut en la Ligue 1 contra el Toulouse FC. Perdió por 2-0.
El 23 de octubre es derrotado 2-0 por el Olympique de Marsella donde hizo 13 atajadas, lo que es la mejor marca del año en Europa, y le valió estar en el 11 ideal de la jornada para el prestigiado diario L’Equipe. En el 18 y 21 de diciembre, consiguió sus dos primeras victorias con el club francés. También contribuyó en la victoria por 3-0 contra el Etoile Fréjus Saint-Raphaël en la Copa de Francia. El 14 de enero de 2012, ayudó en la victoria por 2-1 sobre el AJ Auxerre, y el 29 de enero jugó contra el Valenciennes FC en que volvió a ganar por 2-1 y logró sacar a su equipo fuera de la zona de descenso a la Ligue 2. Ganó 2-1 ante el Dijon FCO. El 9 de marzo de 2012, ganó 1-0 en casa contra el Olympique de Marsella. El último partido de la Ligue 1, el Ajaccio necesitaba ganar contra el FC Toulouse para salir de la zona de descenso, lograron vencer por 2-0 y mantenerse en la Ligue 1 de Francia. Al final de la temporada fue nombrado como el mejor jugador del equipo según los aficionados, también nombrado el segundo mejor portero de la liga, solo detrás de Hugo Lloris dando así la vuelta al mundo y ser considerado como el mejor portero de México, del continente americano, y uno de los mejores del mundo. El guardameta mexicano fue la principal figura del Ajaccio a lo largo de la temporada y uno de los jugadores más destacados de la Ligue 1 en esa posición, pues fue el portero con más paradas del torneo con 151 en los 37 partidos que disputó (solo se perdió uno por lesión).
En la temporada 12-13, en un partido ante el PSG, hizo dos espectaculares paradas, una al brasileño Alex, y otra en un mano a mano al sueco Zlatan Ibrahimović, lo que lo le valió para mantener el 0-0 y entrar en el 11 ideal de la jornada 20. El 3 de febrero de 2013, le paró un penalti a Bafétimbi Gomis, después de esto, su equipo obtendría una victoria 3-1 frente al Olympique de Lyon. Esto lo llevó a repetir en el once ideal de la semana de la liga de Francia. Ochoa terminó la temporada con su portería a cero en 12 partidos.
Ochoa fue titular en el primer partido del Ajaccio de la temporada 13-14, el 11 de agosto de 2013 contra el Saint-Etienne. El Ajaccio perdió el partido 0-1. El 18 de agosto, Ochoa jugó los 90 minutos ante el Paris Saint-Germain en el Parque de los Príncipes, con el Ajaccio poniéndose por delante, aunque el gol de Edinson Cavani en el minuto 86 costaría tener que conformarse con un empate 1-1. El rendimiento de Ochoa fue elogiado, observando con muchos que el mexicano había salvado 12 de los 39 tiros totales del PSG. El 18 de enero de 2014 Ochoa jugó su partido número 100 en Europa en una derrota del Ajaccio 0-2 ante el OGC Niza. Después de una derrota 1-2 ante el SC Bastia el 20 de abril, el Ajaccio confirmó su descenso matemático a la Ligue 2 después de pasar tres años en la máxima categoría. Ochoa jugó su último partido con el club el 17 de mayo en la derrota por 1-3 ante el Saint-Etienne.

### Málaga Club de Fútbol

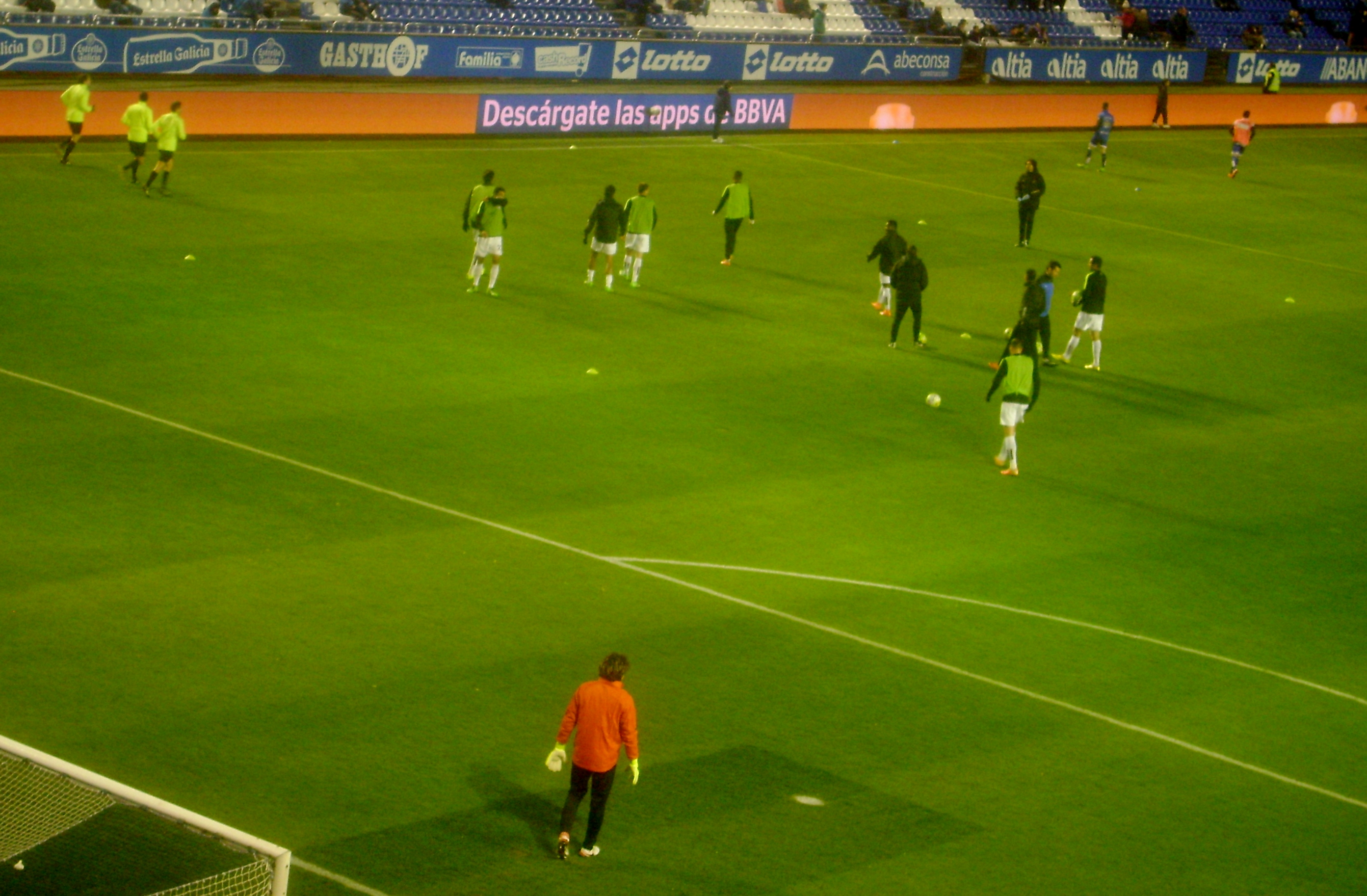
Guillermo Ochoa entrenando junto con sus compañeros en el partido de liga que disputó frente al Deportivo La Coruña.

El 1 de agosto de 2014 se confirma su llegada al Málaga C.F. por tres años con la carta de libertad, tras más de un mes de reflexión e intereses de otros equipos españoles como la Real Sociedad de Fútbol, el Getafe Club de Fútbol o incluso del Club Atlético de Madrid. Llega al Málaga con el cartel de fichaje estrella tras su gran actuación en la Copa del Mundo. Sin embargo no consiguió hacerse con la titularidad.
El 3 de diciembre de 2014 debuta con el Málaga C.F. en la Copa del Rey, después de cuatro meses de haber llegado a dicho equipo, el partido termina con empate 1-1 contra el RC Deportivo de La Coruña.
El 5 de marzo de 2016 debuta en un partido de Liga, entrando en el minuto 38 por el lesionado Carlos Kameni, en el empate 3-3 ante el Deportivo de La Coruña en Riazor.

### Granada Club de Fútbol
El 22 de julio de 2016 después de 2 años de poca actividad y faltando un año de contrato con el club, Ochoa fue cedido por una temporada al Granada C.F.

### Standard Lieja
El 9 de julio de 2017 se hace oficial a través de la cuenta de Twitter del club que el jugador ha sido fichado por el club belga. Presentado con el dorsal #8 y por 3 temporadas hasta el 31 de julio de 2020 con Standard de Lieja.

### Club América (segunda etapa)
El 6 de agosto de 2019, después de 8 años en el Viejo Continente, se anunció el fichaje a través de la cuenta oficial de Twitter del club. Era el regreso del canterano a Coapa. Llegaría a la final de liga del Apertura 2019 en su primera temporada contra Rayados de Monterrey, la cual perdería por penales por marcador de 4-2, el 29 de diciembre de 2019 tras empatar 3-3 en tiempo regular.
La segunda parte de la temporada quedaría suspendida por la pandemia del Covid-19. En 2021 llegaría a la final de la Liga de Campeones de la Concacaf otra vez contra Monterrey, el 28 de octubre de 2021, sin embargo en esta ocasión tampoco obtendría el título, aunque por sus buenas actuaciones durante la temporada 2020-21, recibiría varios premios individuales.

### U. S. Salernitana
En diciembre de 2022, después de su participación en el mundial de Catar 2022, el Salernitana de la Serie A de Italia anunció la llegada de Ochoa. El 30 de diciembre, debutó en un partido amistoso contra el Gelbison, el 4 de enero debutó en la Serie A en la derrota ante el A. C. Milan. En junio de 2023 renovó por una temporada más. En marzo de 2024 se anunció que dejaría el equipo italiano tras finalizar la temporada como jugador libre tras el descenso del club a Serie B.

## Selección nacional

### Selección absoluta

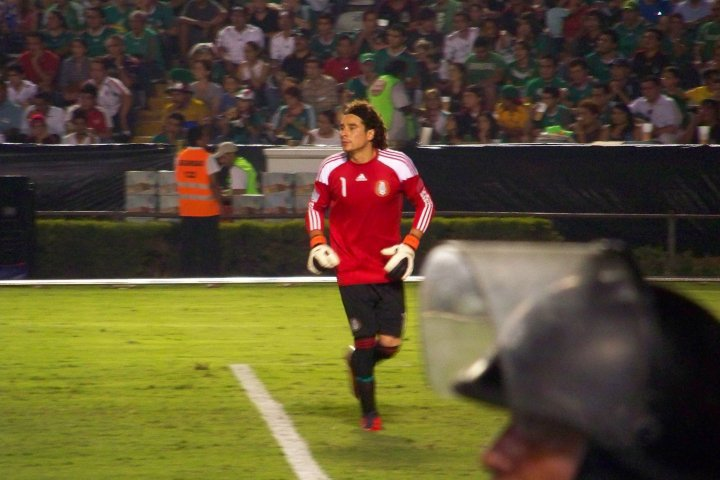
Jugando un partido ante.

Después del encuentro contra Hungría, en el cual debutó el 15 de diciembre de 2005 como portero del equipo mayor de México, Francisco Guillermo Ochoa fue llevado al año siguiente al Mundial de Alemania 2006 como tercer suplente de Oswaldo Sánchez, el segundo era José de Jesús Corona. Al terminar la gestión de Ricardo Lavolpe, fue considerado en las convocatorias de Hugo Sánchez para integrar el plantel nacional, Ochoa fue capitán de la selección en varias ocasiones.
En el 2007 jugó en el primer cotejo de la Copa Oro en contra de Cuba, en el que se impuso el tricolor por 2-1. Más tarde, en la Copa América tendría su oportunidad contra Chile en un encuentro sin goles y contra Uruguay en el duelo por el 3.er lugar donde el cuadro azteca venció a los charrúas por 3-1. A partir de los encuentros contra Colombia, Panamá, Brasil, Nigeria y Guatemala el jugador del Club América ganó más minutos como titular.
En el 2008, Guillermo Ochoa fue convocado para enfrentar a Estados Unidos, consiguiendo un empate a 2 tantos y posteriormente se reportó al equipo Sub-23 que disputaría el Torneo Preolímpico de la CONCACAF con miras a obtener el derecho de participar en los juegos olímpicos de Beijing 2008 como capitán del grupo. Tras no obtener el pase a los Juegos Olímpicos, Ochoa regresó con la verde mayor dirigida por Jesús Ramírez para formar parte de la lista a fin de jugar los encuentros contra China, Argentina y Perú con carácter de preparación y después el equipo enfrentaría a Belice en la Eliminatoria Mundialista de la CONCACAF. Con la llegada del entrenador sueco Sven-Göran Eriksson, Ochoa permaneció constante en la lista de llamados al equipo.
En el 2009, el cancerbero americanista volvió a la titularidad en el partido contra Bolivia con resultado de 5-1 y más tarde participó en el hexagonal final tras vencer a Costa Rica por 2-0 y sufrir una derrota ante Honduras por 3-1. Con Javier Aguirre obtuvo la oportunidad de jugar contra Venezuela con marcador de 4-0 y alineó en todos los cotejos de la Copa Oro con los que a la postre se coronó campeón. De regreso al hexagonal, el jalisciense disputó todos los encuentros con los que se logró la clasificación a la Copa Mundial de Sudáfrica 2010, en la gira por Europa jugó en el partido contra Holanda donde recibió 2 goles en la derrota 2-1.
En el Mundial de Fútbol de 2010, (donde la selección Mexicana alcanzó los octavos de final), fue nuevamente convocado por Javier Aguirre aunque de nueva cuenta no jugó ningún partido oficial siendo relegado al banquillo, Y como titular en su lugar puso al veterano Oscar Pérez, lo cual causó mucha controversia por el hecho de que todos pensaban que a Ochoa por lo que desempeñó era quien se merecía defender los tres postes en este mundial.

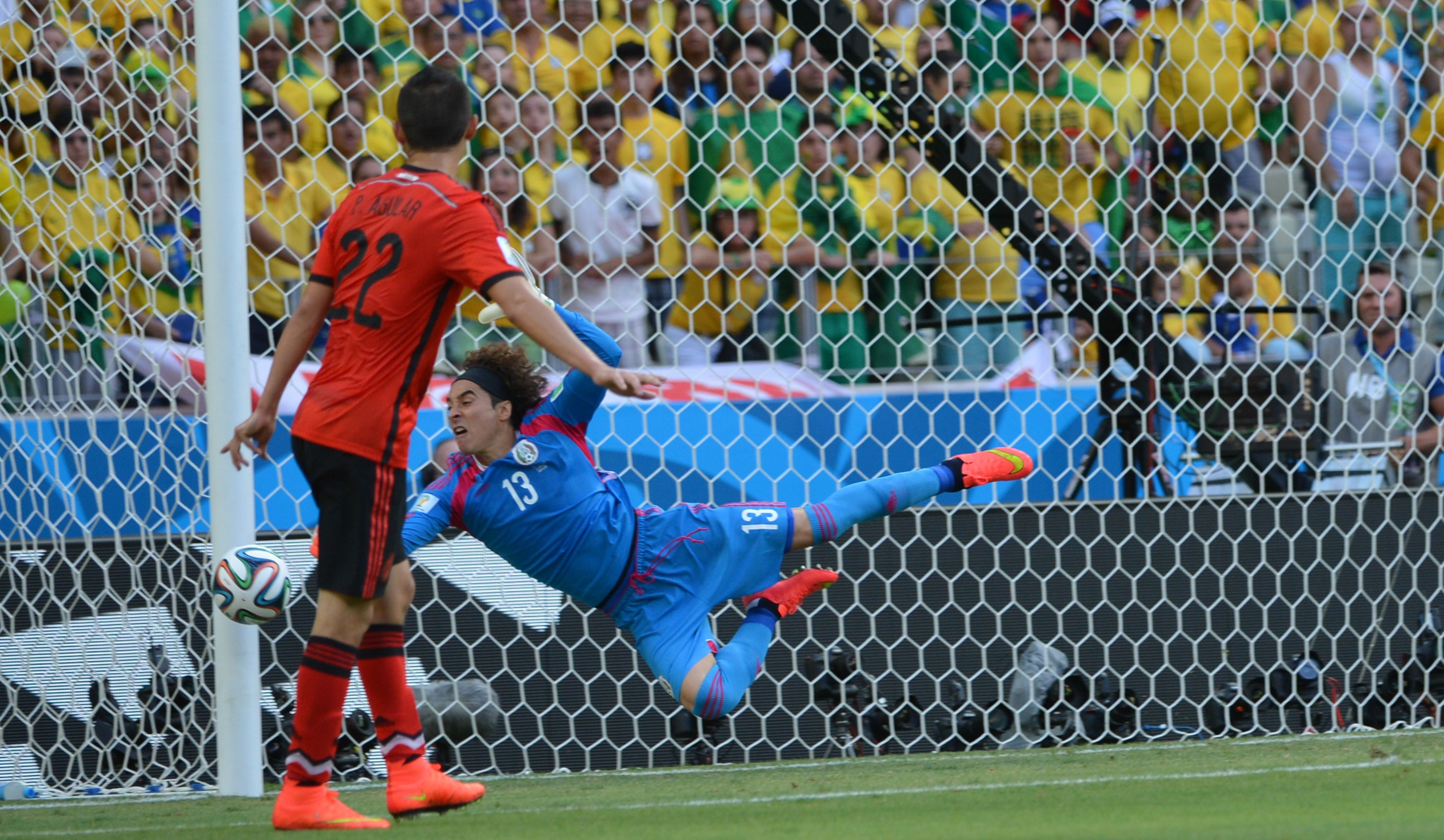
Guillermo Ochoa atajando un balón en un partido de la Copa del Mundo de 2014 contra

Sin embargo después del primer partido en Copa Oro 2011, se dieron a conocer los resultados de un antidopaje realizado semanas previas a la copa, en el cual él y 4 jugadores más de la selección mexicana de fútbol dieron positivo a la prueba. La sustancia que se encontró en los 5 jugadores fue clembuterol. Esto provocó que los 5 jugadores afectados salieran de la selección, en medio de la Copa Oro 2011. El viernes 1 de julio, fue exonerado de los cargos de dopaje junto con los otros 4 jugadores.
El 8 de mayo de 2014, Ochoa fue incluido por el entrenador Miguel Herrera en la lista final de 23 jugadores que representarán a México en la Copa Mundial de Fútbol de 2014.
El 13 de junio de 2014, México hace su debut en Copas del Mundo jugando el partido como titular, el resultado final fue de 1-0 favor México.
El 17 de junio de 2014, México se enfrentó en el segundo partido de la fase de grupos a Brasil donde Ochoa tras atajar cuatro remates claros de gol fue elegido como el jugador del partido.
Para la Copa Mundial de Fútbol de 2018 disputada en Rusia es convocado a su cuarto Mundial. Jugó como titular y cumplió destacadas actuaciones, que permitieron que la Selección de México alcanzara los octavos de final de la competición.
En los Juegos Olímpicos de Tokio 2020 ganó medalla de bronce al vencer en el partido por el tercer lugar a Japón el 6 de agosto de 2021.

### Participaciones en fases finales
| Torneo                               | Categoría | Sede                   | Resultado        | Partidos | G. R. |
| ------------------------------------ | --------- | ---------------------- | ---------------- | -------- | ----- |
| Juegos Olímpicos de 2004             | Sub-23    | Atenas                 | Primera fase     | 0        | 0     |
| Campeonato de Concacaf de 2005       | Sub-20    | Honduras               | Primera fase     | 3        | 4     |
| Copa Mundial de 2006                 | Absoluta  | Alemania               | Octavos de final | 0        | 0     |
| Copa Oro de 2007                     | Absoluta  | Estados Unidos         | Subcampeón       | 1        | 1     |
| Copa América de 2007                 | Absoluta  | Venezuela              | Tercer puesto    | 3        | 1     |
| Preolímpico de Concacaf de 2008      | Sub-23    | Estados Unidos         | Primera fase     | 3        | 4     |
| Copa Oro de 2009                     | Absoluta  | Estados Unidos         | Campeón          | 5        | 2     |
| Copa Mundial de 2010                 | Absoluta  | Sudáfrica              | Octavos de final | 0        | 0     |
| Copa Oro de 2011                     | Absoluta  | Estados Unidos         | Campeón          | 1        | 0     |
| Copa Confederaciones de 2013         | Absoluta  | Brasil                 | Primera fase     | 1        | 1     |
| Copa Mundial de 2014                 | Absoluta  | Brasil                 | Octavos de final | 4        | 3     |
| Copa Oro de 2015                     | Absoluta  | Estados Unidos         | Campeón          | 6        | 6     |
| Copa América de 2016                 | Absoluta  | Estados Unidos         | Cuartos de final | 2        | 7     |
| Copa Confederaciones de 2017         | Absoluta  | Rusia                  | Cuarto puesto    | 4        | 9     |
| Copa Mundial de 2018                 | Absoluta  | Rusia                  | Octavos de final | 4        | 6     |
| Copa Oro de 2019                     | Absoluta  | Estados Unidos         | Campeón          | 5        | 2     |
| Liga de Naciones de 2019-20          | Absoluta  | Concacaf               | Subcampeón       | 3        | 3     |
| Juegos Olímpicos de 2020             | Sub-23    | Tokio                  | Tercer puesto    | 6        | 7     |
| Copa Mundial de Fútbol de 2022       | Absoluta  | Catar                  | Primera fase     | 3        | 3     |
| Copa Oro de 2023                     | Absoluta  | Estados Unidos- Canadá | Campeón          | 6        | 2     |
| Liga de Naciones de la Concacaf 2024 | Absoluta  | Estados Unidos         | Subcampeón       | 3        | 2     |

## Estadísticas

### Clubes
Actualizado al último partido jugado el 21 de abril de 2024.
| Club                        | Div.          | Temporada     | Liga  | Liga  | Liga  | Copas nacionales | Copas nacionales | Copas nacionales | Copas internacionales | Copas internacionales | Copas internacionales | Total | Total | Total |
| Club                        | Div.          | Temporada     | Part. | G. R. | V. I. | Part.            | G. R.            | V. I.            | Part.                 | G. R.                 | V. I.                 | Part. | G. R. | V. I. |
| --------------------------- | ------------- | ------------- | ----- | ----- | ----- | ---------------- | ---------------- | ---------------- | --------------------- | --------------------- | --------------------- | ----- | ----- | ----- |
| C. América · México         |               |               |       |       |       |                  |                  |                  |                       |                       |                       |       |       |       |
| 1.ª                         | 2003-04       | 12            | 20    | 2     | —     | —                | —                | 5                | 4                     | 2                     | 17                    | 24    | 4     |       |
| 1.ª                         | 2004-05       | 31            | 46    | 6     | 3     | 5                | 0                | —                | —                     | —                     | 34                    | 51    | 6     |       |
| 1.ª                         | 2005-06       | 30            | 40    | 6     | 2     | 1                | 1                | 5                | 8                     | 1                     | 37                    | 49    | 8     |       |
| 1.ª                         | 2006-07       | 42            | 41    | 13    | 5     | 6                | 2                | 12               | 15                    | 5                     | 59                    | 62    | 20    |       |
| 1.ª                         | 2007-08       | 26            | 39    | 4     | 4     | 6                | 1                | 17               | 22                    | 5                     | 47                    | 67    | 10    |       |
| 1.ª                         | 2008-09       | 32            | 46    | 6     | 3     | 6                | 0                | —                | —                     | —                     | 35                    | 52    | 6     |       |
| 1.ª                         | 2009-10       | 28            | 31    | 9     | 4     | 4                | 2                | —                | —                     | —                     | 32                    | 35    | 11    |       |
| 1.ª                         | 2010-11       | 38            | 51    | 10    | —     | —                | —                | 7                | 5                     | 4                     | 45                    | 56    | 14    |       |
| Total club                  | Total club    | 239           | 314   | 56    | 21    | 28               | 6                | 46               | 54                    | 17                    | 306                   | 396   | 79    |       |
| A. C. Ajaccio Francia       |               |               |       |       |       |                  |                  |                  |                       |                       |                       |       |       |       |
| 1.ª                         | 2011-12       | 37            | 59    | 7     | 2     | 3                | 1                | —                | —                     | —                     | 39                    | 62    | 8     |       |
| 1.ª                         | 2012-13       | 38            | 50    | 12    | 1     | 2                | 0                | —                | —                     | —                     | 39                    | 52    | 12    |       |
| 1.ª                         | 2013-14       | 37            | 71    | 2     | 1     | 1                | 0                | —                | —                     | —                     | 38                    | 72    | 2     |       |
| Total club                  | Total club    | 112           | 180   | 21    | 4     | 6                | 1                | —                | —                     | —                     | 116                   | 186   | 22    |       |
| Málaga C. F. · España       |               |               |       |       |       |                  |                  |                  |                       |                       |                       |       |       |       |
| 1.ª                         | 2014-15       | 0             | 0     | 0     | 6     | 6                | 2                | —                | —                     | —                     | 6                     | 6     | 2     |       |
| 1.ª                         | 2015-16       | 11            | 10    | 3     | 2     | 3                | 0                | —                | —                     | —                     | 13                    | 13    | 3     |       |
| Total club                  | Total club    | 11            | 10    | 3     | 8     | 9                | 2                | —                | —                     | —                     | 19                    | 19    | 5     |       |
| Granada C. F. · España      |               |               |       |       |       |                  |                  |                  |                       |                       |                       |       |       |       |
| 1.ª                         | 2016-17       | 38            | 82    | 3     | 1     | 0                | 1                | —                | —                     | —                     | 39                    | 82    | 4     |       |
| Total club                  | Total club    | 38            | 82    | 3     | 1     | 0                | 1                | —                | —                     | —                     | 39                    | 82    | 4     |       |
| Standard de Lieja · Bélgica |               |               |       |       |       |                  |                  |                  |                       |                       |                       |       |       |       |
| 1.ª                         | 2017-18       | 38            | 48    | 9     | 0     | 0                | 0                | —                | —                     | —                     | 38                    | 48    | 9     |       |
| 1.ª                         | 2018-19       | 40            | 51    | 11    | 0     | 0                | 0                | 8                | 14                    | 2                     | 48                    | 65    | 13    |       |
| Total club                  | Total club    | 78            | 99    | 20    | —     | —                | —                | 8                | 14                    | 2                     | 86                    | 113   | 22    |       |
| C. América · México         |               |               |       |       |       |                  |                  |                  |                       |                       |                       |       |       |       |
| 1.ª                         | 2019-20       | 29            | 39    | 9     | —     | —                | —                | 0                | 0                     | 0                     | 29                    | 39    | 9     |       |
| 1.ª                         | 2020-21       | 32            | 38    | 8     | —     | —                | —                | 6                | 8                     | 0                     | 38                    | 46    | 8     |       |
| 1.ª                         | 2021-22       | 38            | 37    | 18    | —     | —                | —                | 3                | 1                     | 2                     | 41                    | 38    | 20    |       |
| 1.ª                         | A. 2022       | 20            | 21    | 7     | —     | —                | —                | —                | —                     | —                     | 20                    | 21    | 7     |       |
| Total club                  | Total club    | 119           | 135   | 42    | —     | —                | —                | 9                | 9                     | 2                     | 108                   | 123   | 37    |       |
| U. S. Salernitana · Italia  |               |               |       |       |       |                  |                  |                  |                       |                       |                       |       |       |       |
| 1.ª                         | 2022-23       | 20            | 33    | 4     | —     | —                | —                | —                | —                     | —                     | 20                    | 33    | 4     |       |
| 1.ª                         | 2023-24       | 21            | 44    | 1     | —     | —                | —                | —                | —                     | —                     | 21                    | 44    | 1     |       |
| Total club                  | Total club    | 41            | 77    | 5     | —     | —                | —                | —                | —                     | —                     | 41                    | 77    | 5     |       |
| AVS Futebol Portugal        |               |               |       |       |       |                  |                  |                  |                       |                       |                       |       |       |       |
| 1.ª                         | 2024-25       | 15            | 23    | 5     | —     | —                | —                | —                | —                     | —                     | 15                    | 23    | 5     |       |
| Total club                  | Total club    | 15            | 23    | 5     | —     | —                | —                | —                | —                     | —                     | 15                    | 23    | 5     |       |
| Total carrera               | Total carrera | Total carrera | 653   | 920   | 155   | 34               | 43               | 10               | 63                    | 77                    | 21                    | 730   | 1019  | 179   |
| 1. 2. 3.                    |               |               |       |       |       |                  |                  |                  |                       |                       |                       |       |       |       |

### Selección de México
Actualizado al último partido jugado el 25 de marzo de 2024.
| Selección         | Año   | Eliminatorias | Eliminatorias | Eliminatorias | Continental | Continental | Continental | Mundial | Mundial | Mundial | Amistosos | Amistosos | Amistosos | Total | Total | Total |
| Selección         | Año   | Part.         | G. R.         | V. I.         | Part.       | G. R.       | V. I.       | Part.   | G. R.   | V. I.   | Part.     | G. R.     | V. I.     | Part. | G. R. | V. I. |
| ----------------- | ----- | ------------- | ------------- | ------------- | ----------- | ----------- | ----------- | ------- | ------- | ------- | --------- | --------- | --------- | ----- | ----- | ----- |
| Absoluta · México |       |               |               |               |             |             |             |         |         |         |           |           |           |       |       |       |
| 2004              | 0     | 0             | 0             | —             | —           | —           | —           | —       | —       | —       | —         | —         | 0         | 0     | 0     |       |
| 2005              | —     | —             | —             | —             | —           | —           | —           | —       | —       | 1       | 0         | 1         | 1         | 0     | 1     |       |
| 2006              | —     | —             | —             | —             | —           | —           | 0           | 0       | 0       | 0       | 0         | 0         | 0         | 0     | 0     |       |
| 2007              | —     | —             | —             | 4             | 2           | 2           | —           | —       | —       | 9       | 13        | 2         | 13        | 15    | 4     |       |
| 2008              | 0     | 0             | 0             | —             | —           | —           | —           | —       | —       | 3       | 4         | 0         | 3         | 4     | 0     |       |
| 2009              | 7     | 7             | 3             | 6             | 2           | 4           | —           | —       | —       | 3       | 2         | 1         | 16        | 11    | 8     |       |
| 2010              | —     | —             | —             | —             | —           | —           | 0           | 0       | 0       | 8       | 7         | 4         | 8         | 7     | 4     |       |
| 2011              | —     | —             | —             | 1             | 0           | 1           | —           | —       | —       | 5       | 3         | 2         | 6         | 3     | 3     |       |
| 2012              | 0     | 0             | 0             | —             | —           | —           | —           | —       | —       | 3       | 4         | 0         | 3         | 4     | 0     |       |
| 2013              | 4     | 5             | 1             | —             | —           | —           | 1           | 1       | 0       | 0       | 0         | 0         | 5         | 6     | 1     |       |
| 2014              | —     | —             | —             | —             | —           | —           | 4           | 3       | 2       | 7       | 4         | 4         | 11        | 7     | 6     |       |
| 2015              | 0     | 0             | 0             | 6             | 6           | 3           | —           | —       | —       | 2       | 2         | 1         | 8         | 8     | 4     |       |
| 2016              | 2     | 1             | 1             | 2             | 7           | 1           | —           | —       | —       | 1       | 0         | 1         | 5         | 8     | 3     |       |
| 2017              | 6     | 5             | 3             | —             | —           | —           | 4           | 9       | 0       | 2       | 5         | 0         | 12        | 19    | 3     |       |
| 2018              | —     | —             | —             | —             | —           | —           | 4           | 6       | 1       | 5       | 9         | 1         | 9         | 15    | 2     |       |
| 2019              | —     | —             | —             | 6             | 4           | 3           | —           | —       | —       | 3       | 7         | 0         | 9         | 11    | 3     |       |
| 2020              | —     | —             | —             | —             | —           | —           | —           | —       | —       | 1       | 0         | 1         | 1         | 0     | 1     |       |
| 2021              | 8     | 7             | 3             | 2             | 3           | 1           | —           | —       | —       | 2       | 1         | 1         | 12        | 11    | 5     |       |
| 2022              | 6     | 1             | 5             | —             | —           | —           | 3           | 3       | 1       | 4       | 3         | 2         | 13        | 7     | 8     |       |
| 2023              | —     | —             | —             | 9             | 5           | 5           | —           | —       | —       | 4       | 7         | 1         | 13        | 12    | 6     |       |
| 2024              | —     | —             | —             | 2             | 2           | 1           | —           | —       | —       | —       | —         | —         | 2         | 2     | 1     |       |
| Total             | Total | 33            | 26            | 16            | 38          | 31          | 21          | 16      | 22      | 4       | 63        | 73        | 22        | 150   | 150   | 63    |
| 1. 2.             |       |               |               |               |             |             |             |         |         |         |           |           |           |       |       |       |

### Penales atajados
Guillermo Ochoa ha atajado 20 penales en tiempo reglamentario a lo largo de su carrera, ubicándose como el cuarto portero mexicano con más tiros detenidos en la historia. A nivel de clubes, detuvo 8 lanzamientos con el América, 4 con el Ajaccio, 2 con el Granada, 3 con el Standard de Lieja y uno con Salernitana. Con la Selección de México es el arquero que ha atajado más penales de todos los tiempos con 4 penales y el único de la época contemporánea en parar un penal en un mundial después de Óscar Bonfiglio.
| Detalle de penales atajados | Detalle de penales atajados | Detalle de penales atajados | Detalle de penales atajados | Detalle de penales atajados | Detalle de penales atajados | Detalle de penales atajados | Detalle de penales atajados      | Detalle de penales atajados |
| N.º                         | Fecha                       | Ciudad                      | Local                       | Resultado                   | Visitante                   | Lanzador                    | Competición                      | Ref.                        |
| --------------------------- | --------------------------- | --------------------------- | --------------------------- | --------------------------- | --------------------------- | --------------------------- | -------------------------------- | --------------------------- |
| 1                           | 7 de marzo de 2004          | Torreón                     | Santos                      | 0-1                         | América                     | Jared Borgetti              | Primera División de México       | [ 38 ]                      |
| 2                           | 20 de agosto de 2005        | Morelia                     | Morelia                     | 1-2                         | América                     | Osmar Aparecido             | Primera División de México       | [ 39 ]                      |
| 3                           | 5 de marzo de 2006          | Cd. de México               | América                     | 2-1                         | Tecos                       | Daniel Ludueña              | Primera División de México       | [ 40 ]                      |
| 4                           | 23 de noviembre de 2006     | Guadalajara                 | Atlas                       | 1-3                         | América                     | Hugo Rodallega              | Primera División de México       | [ 41 ]                      |
| 5                           | 21 de enero de 2007         | Cd. de México               | América                     | 4-1                         | San Luis                    | Sebastián Abreu             | Primera División de México       | [ 41 ]                      |
| 6                           | 31 de enero de 2007         | Lima                        | Sporting Cristal            | 2-1                         | América                     | Amilton Prado               | Copa Libertadores                | [ 41 ]                      |
| 7                           | 14 de octubre de 2007       | Cd. Juárez                  | México                      | 2-2                         | Nigeria                     | Ikechukwu Uche              | Amistoso                         | [ 41 ]                      |
| 8                           | 3 de enero de 2008          | Houston                     | Morelia                     | 0-1                         | América                     | Mauricio Romero             | Interliga                        | [ 41 ]                      |
| 9                           | 22 de octubre de 2011       | Marsella                    | Olympique de Marsella       | 2-0                         | Ajaccio                     | André Ayew                  | Ligue 1                          | [ 42 ]                      |
| 10                          | 3 de febrero de 2013        | Ajaccio                     | Ajaccio                     | 3-1                         | Olympique de Lyon           | Bafétimbi Gomis             | Ligue 1                          | [ 41 ]                      |
| 11                          | 22 de marzo de 2013         | San Pedro Sula              | Honduras                    | 2-2                         | México                      | Jerry Bengtson              | Clasif. Copa Mundial de 2014     | [ 41 ]                      |
| 12                          | 27 de abril de 2013         | Ajaccio                     | Ajaccio                     | 2-1                         | Montpellier                 | Younès Belhanda             | Ligue 1                          | [ 43 ]                      |
| 13                          | 29 de abril de 2014         | Ajaccio                     | Ajaccio                     | 2-2                         | Toulouse                    | Jonathan Zebina             | Ligue 1                          | [ 44 ]                      |
| 14                          | 19 de marzo de 2017         | Gijón                       | Sporting de Gijón           | 3-1                         | Granada                     | Lacina Traore               | Primera División de España       | [ 41 ]                      |
| 15                          | 5 de abril de 2017          | La Coruña                   | Deportivo de La Coruña      | 0-0                         | Granada                     | Celso Borges                | Primera División de España       | [ 41 ]                      |
| 16                          | 1 de julio de 2017          | Moscú                       | Portugal                    | 2-1                         | México                      | André Silva                 | Copa Confederaciones             | [ 41 ]                      |
| 17                          | 26 de noviembre de 2017     | Genk                        | Genk                        | 0-2                         | Standard de Lieja           | Siebe Schrijvers            | Primera División de Bélgica      | [ 41 ]                      |
| 18                          | 29 de abril de 2018         | Gante                       | Gante                       | 1-3                         | Standard de Lieja           | Roman Yaremchuk             | Primera División de Bélgica      | [ 41 ]                      |
| 19                          | 16 de diciembre de 2018     | Lieja                       | Standard de Lieja           | 4-1                         | Zulte Waregem               | Davy De Fauw                | Primera División de Bélgica      | [ 41 ]                      |
| 20                          | 15 de septiembre de 2021    | Chester                     | Philadelphia Union          | 0-2                         | América                     | Jamiro Monteiro             | Liga de Campeones de la Concacaf | [ 45 ]                      |
| 21                          | 22 de noviembre de 2022     | Doha                        | México                      | 0-0                         | Polonia                     | Robert Lewandowski          | Copa del Mundo                   | [ 46 ]                      |
| 22                          | 15 de enero de 2023         | Bergamo                     | U. S. Salernitana           | 2-8                         | Atalanta                    | Teun Koopmeiners            | Serie A                          | [ 47 ]                      |

## Palmarés

### Títulos nacionales
| Título               | Club           | País    | Año  |
| -------------------- | -------------- | ------- | ---- |
| Primera División     | América        | México  | 2005 |
| Campeón de Campeones | América        | México  | 2005 |
| Copa de Bélgica      | Standard Lieja | Bélgica | 2018 |

### Títulos internacionales
| Título                           | Club (*)      | Sede                              | Año  |
| -------------------------------- | ------------- | --------------------------------- | ---- |
| Liga de Campeones de la Concacaf | América       | México                            | 2006 |
| Copa de Oro de la Concacaf       | México        | Estados Unidos                    | 2009 |
| Copa de Oro de la Concacaf       | México        | Estados Unidos                    | 2011 |
| Copa de Oro de la Concacaf       | México        | Estados Unidos                    | 2015 |
| Copa de Oro de la Concacaf       | México        | Costa Rica Estados Unidos Jamaica | 2019 |
| Juegos Olímpicos                 | México Sub-23 | Japón                             | 2021 |
| Copa Oro de la Concacaf          | México        | Estados Unidos Canadá             | 2023 |
| Liga de Naciones de la Concacaf  | México        | Concacaf                          | 2025 |
| Copa Oro de la Concacaf          | México        | Estados Unidos Canadá             | 2025 |

(*) Incluye la Selección.

### Distinciones individuales
| Distinción                                                                                           | Año  |
| --- | ---- |
| Mejor novato del fútbol mexicano                                                                     | 2004 |
| Mejor portero del fútbol mexicano                                                                    | 2006 |
| Mejor portero del fútbol mexicano                                                                    | 2007 |
| Nominado a Mejor Portero del Mundo (14°) según la IFFHS                                              | 2007 |
| Nominado al Balón de Oro por France Football                                                         | 2007 |
| Incluido en el Equipo Ideal de América                                                               | 2007 |
| Nominado a Mejor Portero del Mundo (11°) según la IFFHS                                              | 2008 |
| Incluido en el Once Ideal de la Copa de Oro                                                          | 2009 |
| Nominado en el Equipo Ideal de América                                                               | 2009 |
| Nominado en el Equipo Ideal de América                                                               | 2010 |
| Mejor Jugador del A. C. Ajaccio de la Temporada                                                      | 2012 |
| Mejor Jugador del A. C. Ajaccio de la Temporada                                                      | 2013 |
| Lugar 62.º entre los Mejores Porteros del Cuarto de Siglo (1987-2011) según la IFFHS                 | 2013 |
| Nominado a Mejor Portero del Mundo (7°) según la IFFHS                                               | 2014 |
| Segundo Mejor Portero de la Concacaf                                                                 | 2014 |
| Tercer Mejor Portero de la Concacaf                                                                  | 2015 |
| Incluido en los porteros históricos en el Centenario del Club América                                | 2016 |
| Mejor Jugador del Granada F. C. de la Temporada                                                      | 2017 |
| 27.º Mejor Portero entre 2001-2010 según la IFFHS.                                                   | 2018 |
| Segundo Mejor Portero de la Copa Mundial FIFA                                                        | 2018 |
| Segundo Mejor Portero de la Concacaf                                                                 | 2018 |
| Mejor jugador del Standard de Lieja de la Temporada                                                  | 2019 |
| Guante de Oro de la Copa de Oro                                                                      | 2019 |
| Incluido en el Once Ideal de la Copa de Oro                                                          | 2019 |
| Mejor Portero de la Liga de Campeones de la Concacaf                                                 | 2021 |
| XI Ideal de la Liga de Campeones de la Concacaf                                                      | 2021 |
| Nominado a Mejor Portero del Mundo según la IFFHS                                                    | 2021 |
| XI Ideal del Año de la Concacaf según la IFFHS                                                       | 2021 |
| Mejor Portero de la Concacaf según la IFFHS                                                          | 2021 |
| Nominado a Jugador del Año de la Concacaf                                                            | 2022 |
| Guante de Oro de la Copa de Oro                                                                      | 2023 |
| Incluido en el Once Ideal de la Copa de Oro                                                          | 2023 |
| Lugar 48.º entre los Mejores Porteros de la Historia según la IFFHS                                  | 2023 |
| Mejor jugador del Salernitana de la Temporada                                                        | 2023 |
| XI Ideal del Año de la Concacaf según la IFFHS                                                       | 2023 |
| Jugador del Partido                                                                                  |      |
| Mejor jugador del partido Brasil-México por la Copa Mundial FIFA                                     | 2014 |
| Mejor jugador del partido Holanda-México por la Copa Mundial FIFA                                    | 2014 |
| Mejor jugador del partido Portugal-México (Partido por el tercer puesto) por la Copa Confederaciones | 2017 |
| Mejor jugador del partido México-Costa Rica por la Copa de Oro                                       | 2019 |
| Mejor jugador del partido México-Polonia por la Copa Mundial FIFA                                    | 2022 |

## Otros medios
La empresa EA Sports lo incluyó, junto a Ronaldinho, en la portada del videojuego multiconsola FIFA 08 y FIFA 09 en su versión para México y Estados Unidos.